# Múndir II
Al-Munḏir ibn Yahyà at-Tuŷībī Mu'izz ad-Dawla o Múndir II (m. 1038). Rey de la taifa de Zaragoza de 1036 a 1038.
Era hijo de la hermana de Ismail al-Zafir, rey de la taifa de Toledo, con la que su padre Yahya al-Muzaffar se había casado para sellar una alianza con la taifa de la marca media.
No poseemos muchos datos acerca del rey Múndir II de Zaragoza, que pertenecía al linaje de los tuyibíes. Las fuentes que relatan los hechos de esta época se centran en la conjura que contra él gestó un pariente de la línea principal de este linaje llamado Abd Allah ben Hakam.
En el año 1035 fue alzado el falso califa Hisham II en Sevilla, pero el rey de Zaragoza Yahya se negó a reconocer su autoridad como, por otra parte, habían hecho todos sus antecesores desde Mundir I. Sin embargo, esta fue la excusa que adujo su primo, Abd Allah ben Hakam, ávido de poder proclamarse rey de la taifa, para gestar una conjura que acabó con el asesinato de Mundir II en 1038. Con ello se originaron grandes disturbios en Zaragoza que acabaron arrojando del poder a la dinastía tuyibí, y dar origen al periodo de monarquía hudí a partir de 1039, en que accede al poder Sulaymán ben Hud al-Musta'in, que en esta época era gobernador de Lérida.
| Predecesor: Yahya al-Muzaffar | Múndir II Rey taifa de Zaragoza 1036-1038 | Sucesor: Abd Allah ben Hakam |